# Radfahrer-Fall
Der Radfahrer-Fall ist ein berühmtes Fallbeispiel in der Rechtswissenschaft, das auf einen Beschluss des Bundesgerichtshofs vom 25. September 1957 zurückgeht. Das Fallbeispiel veranschaulicht die Problematik der Beurteilung der notwendigen Kausalität zwischen Tathandlung und Taterfolg.

## Sachverhalt
Der Angeklagte fuhr mit seinem Lastzug auf einer gut ausgebauten Landstraße; dabei überholte er einen Radfahrer mit einem zu geringen Abstand zum Überholten (75 cm statt vorgeschriebener 1,50 m). Während des Überholvorgangs geriet der Radfahrer unter den Anhänger des Lastzugs, er war sofort tot. Eine der Leiche entnommene Blutprobe ergab eine Blutalkoholkonzentration von 1,96 Promille zum Tatzeitpunkt.
Das Schöffengericht des Amtsgerichts Rheine verurteilte den Fahrer wegen fahrlässiger Tötung. Auf die Berufung des Angeklagten sprach das Landgericht Münster den Angeklagten vom Vorwurf der fahrlässigen Tötung frei und verhängte lediglich eine geringe Geldbuße. Aus Sicht des Landgerichts fehlte es an der Ursächlichkeit des Verkehrsverstoßes für den Tod des Radfahrers, da aufgrund der hohen Blutalkoholkonzentration der Tod des Radfahrers mit hoher Wahrscheinlichkeit auch bei pflichtgemäßem Verhalten eingetreten wäre.
Auf die Revision der Staatsanwaltschaft legte das Oberlandesgericht Hamm dem Bundesgerichtshof die Rechtsfrage vor, ob der Tatrichter die Kausalität zwischen Tathandlung und Taterfolg immer dann bejahen darf, wenn das Gegenteil nicht ausdrücklich bewiesen ist.

## Zusammenfassung des Urteils
Der Bundesgerichtshof entschied zunächst, dass das Vorliegen des objektiven Tatbestands, insbesondere der notwendigen Ursächlichkeit zwischen Tathandlung und Taterfolg, der freien Überzeugung des Tatrichters unterliegt.
Aufgrund der Unschuldsvermutung gegenüber dem Angeklagten muss der Tatrichter allerdings das Vorliegen des objektiven Tatbestands grundsätzlich nachweisen. Genauso wenig wie bereits die theoretische Möglichkeit einer fehlenden Kausalität ausreicht, um diese zu verneinen, muss das Vorliegen der Kausalität unter allen denkbaren Umständen bewiesen werden. Es reicht, wenn der Tatrichter die menschliche Überzeugung gewonnen hat, dass die Kausalität mit Gewissheit vorliegt.
Dabei darf der Tatrichter jedoch ernstliche Zweifel an der Kausalität nicht zu Lasten des Angeklagten unberücksichtigt lassen. Ernstliche Zweifel liegen nicht erst dann vor, wenn die gegen eine Kausalität sprechenden Gründe überwiegen, sondern bereits dann, wenn sie die Überzeugung von der Gewissheit des Gegenteils ausschließen, was der Tatrichter im Urteil darlegen und erörtern muss. Eine absolute Sicherheit oder gar ein Beweis für das Fehlen der Kausalität ist nicht notwendig.
Diese Kriterien erfüllt das angegriffene Urteil des Landgerichts. Der Tatrichter hatte berechtigterweise ernstliche Zweifel, ob der Taterfolg nicht auch bei pflichtgemäßem Alternativverhalten eingetreten hätte. Ein Sachverständiger stellte nämlich fest, dass der Radfahrer zunächst aufgrund der starken Alkoholisierung den Lastzug nicht bemerkte, dann plötzlich erschrak, nach links zog und unter die Räder des Anhängers geriet. Der Tatrichter war unter diesen Umständen davon überzeugt, dass der Radfahrer auch dann verstorben wäre, wenn der Angeklagte einen ausreichenden Sicherheitsabstand zum Radfahrer eingehalten hätte, denn auch in diesem Fall hätte der Radfahrer auf gleiche Weise reagiert, der größere Sicherheitsabstand hätte sich aufgrund der Geschwindigkeit des Radfahrers nur im Rahmen von Sekundenbruchteilen ausgewirkt. Unter diesen Umständen konnte das Landgericht zu Recht den Angeklagten vom Tatvorwurf der fahrlässigen Tötung freisprechen.

## Bedeutung des Urteils
Der BGH stellt fest, dass auch dann ein Freispruch im Zusammenspiel des Alternativverhaltens mit dem Grundsatz in dubio pro reo erfolgen muss, wenn nicht mit Sicherheit gesagt werden kann, dass das pflichtgemäße Alternativverhalten zu einem Ausbleiben des tatbestandlichen Erfolgs geführt hätte. Dies stellt eine Absage an die sog. Risikoerhöhungslehre dar, die zuvorderst von Claus Roxin vertreten wurde. Diese lässt für die Zurechnung der Handlung zum Erfolg genügen, dass durch die Pflichtwidrigkeit die Gefahr für das Rechtsgut erhöht wurde.